# Per sempre (Paola & Chiara)
Per sempre è la terza raccolta discografica del duo musicale italiano Paola & Chiara, pubblicata il 12 maggio 2023 dalla Columbia Records.
Nel progetto è presente il brano Furore, presentato al 73º Festival di Sanremo, al cui termine si è classificato diciassettesimo.

## Antefatti
Dopo nove anni dalla pubblicazione dell'ultimo album in studio del duo musicale Giungla (2013), Paola & Chiara si sono esibite assieme a Max Pezzali nel corso della prima data del Max30 Tour del cantante nel luglio 2022. A seguito dell'esibizione, Paola Iezzi ha rilasciato una dichiarazione rispetto ad un possibile ritorno discografico del duo:
(Paola Iezzi)
Nel giugno 2022 è stato inoltre pubblicato il singolo Tribale dalla cantante Elodie, estratto dall'album OK. Respira, il quale richiama musicalmente la canzone del duo Festival del 2002. Tale fatto è stato descritto da Paola & Chiara come un «omaggio», e visto dalla critica specializzata come uno dei fattori che hanno riacceso l’attenzione sulla discografia del duo.

## Descrizione
Il progetto discografico presenta due brani inediti, Furore e Mare caos, e ripropone i precedenti successi del duo nuovamente incisi per l'occasione in collaborazione con molti nomi della musica italiana, tra cui Elodie, Emma Marrone, Levante, Noemi e Max Pezzali. Le cantanti hanno spiegato la scelta di rimaneggiare i brani e la scelta delle collaborazioni:
(Paola & Chiara)
Per sempre prende il nome dal testo del brano Viva el amor!, uscito come singolo nel 2001. Le due sorelle hanno a tal proposito spiegato:
Il 12 luglio 2023 la raccolta viene arricchita dal duetto con Tiziano Ferro nel brano Vamos a bailar, con un totale di dodici tracce. Nell'edizione Amazon Music, pubblicata il 23 giugno, sono invece presenti anche le tracce Mare caos e Amoremidai in versione acustica.

## Promozione
Il primo singolo estratto dall'album è stato Furore, presentato al 73º Festival di Sanremo, al cui termine si è classificato diciassettesimo. Il secondo singolo estratto, Mare caos, non presente nella versione in CD del disco, è stato pubblicato il 5 maggio 2023.
L'album è stato promosso con il Per sempre Tour 2023, la prima tournée del duo a distanza di dodici anni dall'ultima.

## Accoglienza
| Recensione | Giudizio |
| ---------- | -------- |
| Newsic     | 6,75/10  |
| Rockol     | 7,5/10   |

Per sempre è stato accolto perlopiù in maniera mista da parte della critica specializzata.
Mattia Marzi, recensendo l'album per Rockol, rimane piacevolmente colpito dalla scelta dei produttori dell'album «prendendo quello che c’era di buono nel passato e mixandolo con il talento degli artisti di oggi», affermando che l'album sia la dimostrazione che «quel pop spesso considerato plasticoso e fin troppo patinato è stato davvero più influente di quanto si pensi».
Matteo Vaghi di Newsic ha assegnato al brano un punteggio di 6,75 su 10, ritenendo che l'album presenti una «attitudine prettamente estiva» in cui le due cantanti si presentano come «perfette padrone di casa». Il giornalista apprezza particolarmente tre brani dell'album: Fino alla fine con Emma, definendolo «uno dei brani più ipnotici ed enigmatici» che «incontra l’anima rock e graffiante di Emma, che con passione fa propria l’anima del brano», Kamasutra con Cosmo in cui «le sonorità originali del brano si fondono alle inconfondibili vibes minimal techno del mondo di Cosmo» e Festival con Elodie, ritenuto «uno dei loro brani più iconici» impreziosito dalla «inconfondibile ed energica voce di Elodie».
Meno entusiasta Gabriele Fazio dell'Agenzia Giornalistica Italia, il quale associa il progetto al «segno della decadenza della musica italiana», trovandolo una «autocelebrazione del nulla cosmico», vedendovi unicamente un tentativo commerciale di far conoscere le canzoni del duo alle nuove generazioni, attraverso «un’operazione che di artistico non ha nulla, musica che non è musica, ma solo la colonna sonora di una serata a Porta Venezia».

## Tracce
Testi e musiche di Chiara e Paola Iezzi, eccetto dove indicato.
1. Festival (feat. Elodie) – 2:55
2. Mare caos – 3:06 (Chiara Iezzi, Paola Iezzi, Jacopo Ettorre, Federica Abbate, Federico Mercuri, Giordano Cremona, Eugenio Maimone, Leonardo Grillotti)
3. Hey! (feat. Jovanotti) – 3:14
4. Viva el amor! (feat. Ana Mena e Fudasca) – 2:59
5. Amici come prima (feat. Max Pezzali) – 3:12
6. Furore – 2:56 (Chiara Iezzi, Paola Iezzi, Jacopo Ettorre, Alessandro La Cava, Federico Mercuri, Giordano Cremona, Eugenio Maimone, Leonardo Grillotti)
7. Fino alla fine (feat. Emma) – 3:45
8. Vamos a bailar (feat. Gabry Ponte) – 3:24
9. Amoremidai (feat. Levante) – 4:26
10. Kamasutra (feat. Cosmo) – 3:25
11. A modo mio (feat. Noemi) – 3:47

Traccia bonus nella riedizione digitale
1. Vamos a bailar (feat. Tiziano Ferro e Gabry Ponte) – 3:24

Tracce bonus nella Amazon Music Edition
1. Mare caos (Lightstudio - Amazon Original) – 3:04
2. Amoremidai (Lightstudio - Amazon Original) – 4:40

## Classifiche
| Classifica (2023) | Posizione massima |
| ----------------- | ----------------- |
| Italia            | 3                 |
| Italia (vinili)   | 1                 |